# Bandsandbi
Bandsandbi (Andrena flavipes) är en art i insektsordningen steklar som tillhör överfamiljen bin och familjen grävbin. 

## Beskrivning
Bandsandbiet har svart grundfärg. Huvudet har blekbrun behåring, hos hanen ibland med en orange ton. Även mellankroppen har blekt brunaktig behåring, hos honan med inslag av orange på ovansidan. Färgen bleknar emellertid med åldern. På bakkroppens tergit 1 till 4 har honan breda tvärband av ljusorange hår, med tiden bleknande till nästan vitt. Även hanen har liknande hårband, men de är ljusare och finns på alla tergiterna. Kroppslängden är 11 till 14 mm för honan, 9 till 11 mm för hanen.

## Ekologi
Arten förekommer i flera olika öppna habitat, inte minst sand- och lerbaserade, som jordbruksmark, träddungar, klippterräng, rasbranter, sandtag, ruderatmark, ängar och trädgårdar. Arten har två generationer per år, med flygtider från mars till juni respektive från skiftet juni/juli till september. Arten är polylektisk, födomässigt är den en generalist som flyger till blommande växter från flera olika familjer. Bland dessa kan nämnas för vårgenerationen korgblommiga växter, videväxter, rosväxter, kransblommiga växter, korsblommiga växter, ranunkelväxter och flenörtsväxter, medan sommargenerationen flyger till korgblommiga växter och ärtväxter.

### Fortplantning
Biet gräver ut sina bon i sandjord med litet eller inget vegetationstäcke, ofta i stora kolonier. Bona parasiteras av gökbiet praktgökbi (Nomada fucata), vars hona lägger sina ägg i bandsandbiets larvceller, ett i varje. Den resulterande larven äter upp värdägget eller -larven, och lever sedan av den insamlade näringen.

## Utbredning
Utbredningsområdet omfattar större delen av Europa, norrut till Danmark och södra Sverige, samt Nordafrika, Turkiet och Asien österut till Nepal samt delar av Indien och Kina.
Bandsandbiet har i sen tid invandrat i Sverige. Den första säkra svenska observationen gjordes våren 2000 vid Klagshamn nära Malmö i sydvästra Skåne.. Arten har därefter blivit vanlig i västra Skåne, med spridda observationer i östra Skåne, södra Halland, östra Blekinge och i närheten av Göteborg. Två tidiga fynd, i Dalarna 1953 och i norra Västergötland 1974, betraktas av Artdatabanken som "troligen av tillfällig natur".
Arten saknas i Finland.